# Stellarimaceae
Famille
Les Stellarimaceae sont une famille d'algues de l'embranchement des Bacillariophyta (Diatomées), de la classe des Coscinodiscophyceae et de l’ordre des Stellarimales.

## Étymologie
Le nom de la famille vient du genre type Stellarima, dérivé du latin stell-, étoile, et -rima, « crevasse, fissure, fente », littéralement « fente en forme d'étoile », en référence à la série de fentes (appelée « processus labial »), formant une sorte d'étoile, située au centre des valves de cette diatomée,.

## Liste des genres
Selon AlgaeBase (25 juillet 2022) :
- Azpeitiopsis P.A.Sims, 1994
- Fenestrella Greville, 1863
- Pomphodiscus J.W.Barker & S.H.Meakin, 1947
- Stellarima Hasle & P.A.Sims, 1986

Selon DiatomBase (25 juillet 2022)
- Blochia J.Witkowski & D.M.Harwood, 2010 †
- Nikolaevia D.M.Harwood & J.Witkowski in Witkowski & Harwood, 2010 †

## Systématique
Le nom correct complet (avec auteur) de ce taxon est Stellarimaceae V.A.Nikolaev ex P.A.Sims & G.R.Hasle.
Selon DiatomBase (25 juillet 2022), la famille des Stellarimaceae appartient à l'ordre des Coscinodiscales.
Selon  AlgaeBase (25 juillet 2022) les genres Blochia et Nikolaevia appartiennent à la famille des Coscinodiscaceae.
En 1983, Nikolaev a repris un ancien nom de genre, Symbolophora Ehrenberg, 1844 en y plaçant Symbolophora microtrias comme espèce type, avec cinq autres espèces, toutes auparavant dans Coscinodiscus ; il a également créé et proposé la nouvelle famille des Symbolophoraceae.
Cependant, le type de Symbolophora est en fait un Actinoptychus (Cymatogonia) et donc le nom de Symbolophora ne peut pas être utilisé pour ces espèces ; c'est pourquoi en 1986 Hasle & Sims ont érigé le genre Stellarima.